# Campeonato Uruguaio de Futebol de 2011–12
O Campeonato Uruguaio de Futebol de 2011–12 foi a 81ª edição da era profissional do Campeonato Uruguaio. Nesta temporada, a competição teve o nome de Uruguay Campeón de América Argentina 2011, por conta da Seleção Uruguaia ter vencido a Copa América de 2011, disputada na Argentina. O Torneio Apertura foi nomeado de Juan José Tudurí, em homenagem ao antigo presidente do Club Atlético River Plate, morto em julho de 2011. Já o Torneio Clausura foi nomeado de Carlos Gardel, homenageando o famoso cantor de tango, morto em junho de 1935. 
O Nacional, vencedor do Torneio Apertura, e o Defensor Sporting, vencedor do Torneio Clausura, jogaram a semifinal da competição, onde o Nacional ganhou a partida e sagrou-se campeão uruguaio sem a necessidade de uma final, já que o time Tricolor ficou em primeiro lugar na tabela anual, que é a soma dos pontos obtidos nos torneios Apertura e Clausura.

## Regulamento
As equipes participantes jogam os torneios Apertura e Clausura, no segundo semestre de 2011 e no primeiro de 2012, respectivamente. Ambos os torneios são sob o sistema de pontos corridos, em um único turno.
Os campeões dos Torneios Apertura e Clausura disputam uma semifinal. O ganhador da partida enfrenta o vencedor da tabela anual (soma dos pontos obtidos nos torneios Apertura e Clausura) em dois jogos finais, onde quem vencer torna-se o campeão do Campeonato Uruguaio.
Com tal regulamento, existem duas possibilidades de haver um campeão sem a disputa da final: no caso de um time vencer um dos Torneios, Apertura ou Clausura, e vencer também a tabela anual, basta derrotar seu oponente na semifinal para sagrar-se campeão antecipado, já que teria terminado a tabela anual no primeiro lugar. A outra possibilidade é uma equipe ganhar os dois Torneios, Apertura e Clausura, para sagrar-se campeã, já que por consequência disso terminaria na primeira colocação da tabela anual e não haveria necessidade de jogar sequer semifinal.
A tabela de descenso consiste na soma dos pontos da tabela anual desta temporada e da temporada passada. As equipes que subiram da Segunda Divisão tem seus pontos multiplicados por 2. São rebaixados à Segunda Divisão os três piores clubes colocados na tabela de descenso.

## Participantes
16 equipes participam do Campeonato Uruguaio. Central Español, Tacuarembó e Miramar Misiones foram rebaixados na temporada passada. Rentistas, Cerrito e Cerro Largo subiram como campeão, vice-campeão e terceiro lugar da Segunda Divisão, respectivamente. Todas as equipes nesta temporada são de Montevidéu, exceto o Cerro Largo, que é da cidade de Melo.
| Equipe               | Cidade     | Estádio                     | Capacidade | Títulos (último) |
| -------------------- | ---------- | --------------------------- | ---------- | ---------------- |
| Bella Vista          | Montevidéu | Parque José Nasazzi         | 15.000     | 1 (1990)         |
| Cerrito              | Montevidéu | Parque Maracaná             | 8.000      | 0 (não possui)   |
| Cerro                | Montevidéu | Luis Trócolli               | 25.000     | 0 (não possui)   |
| Cerro Largo          | Melo       | Antonio Eleuterio Ubilla    | 9.000      | 0 (não possui)   |
| Danubio              | Montevidéu | Jardines del Hipódromo      | 20.000     | 3 (2006–07)      |
| Defensor Sporting    | Montevidéu | Luis Franzini               | 18.000     | 4 (2007–08)      |
| El Tanque Sisley     | Montevidéu | Víctor Della Valle          | 6.000      | 0 (não possui)   |
| Fénix                | Montevidéu | Parque Capurro              | 10.000     | 0 (não possui)   |
| Liverpool            | Montevidéu | Belvedere                   | 10.000     | 0 (não possui)   |
| Montevideo Wanderers | Montevidéu | Parque Alfredo Victor Viera | 12.000     | 4 (1931)         |
| Nacional             | Montevidéu | Gran Parque Central         | 25.000     | 43 (2010–11)     |
| Peñarol              | Montevidéu | Centenário                  | 65.235     | 48 (2009–10)     |
| Racing               | Montevidéu | Parque Osvaldo Roberto      | 8.500      | 0 (não possui)   |
| Rampla Juniors       | Montevidéu | Olímpico de Montevideo      | 9.500      | 1 (1923)         |
| Rentistas            | Montevidéu | Complejo Rentistas          | 10.600     | 0 (não possui)   |
| River Plate          | Montevidéu | Saroldi                     | 12.000     | 0 (não possui)   |

## Classificação

### Torneio Apertura
O Torneio Apertura começou em 13 de agosto de 2011 e terminou em 4 de dezembro do mesmo ano.
| Pos | Equipe               | Pts | J  | V | E | D  | GP | GC | SG  |
| --- | -------------------- | --- | -- | - | - | -- | -- | -- | --- |
| 1°  | Nacional             | 32  | 15 | 9 | 5 | 1  | 30 | 11 | +19 |
| 2º  | Danubio[a]           | 31  | 15 | 8 | 5 | 2  | 19 | 8  | +11 |
| 3º  | Peñarol              | 30  | 15 | 9 | 3 | 3  | 30 | 12 | +18 |
| 4º  | River Plate          | 28  | 15 | 8 | 4 | 3  | 22 | 17 | +5  |
| 5º  | Cerro Largo          | 27  | 15 | 8 | 3 | 4  | 18 | 16 | +2  |
| 6º  | Defensor Sporting    | 24  | 15 | 7 | 3 | 5  | 23 | 16 | +7  |
| 7º  | Cerro                | 24  | 15 | 7 | 3 | 5  | 17 | 12 | +5  |
| 8º  | Liverpool            | 19  | 15 | 6 | 1 | 8  | 17 | 18 | -1  |
| 9º  | El Tanque Sisley     | 18  | 15 | 5 | 3 | 7  | 15 | 23 | -8  |
| 10º | Montevideo Wanderers | 17  | 15 | 5 | 2 | 8  | 23 | 25 | -2  |
| 11º | Racing[a]            | 17  | 15 | 4 | 6 | 5  | 20 | 23 | -3  |
| 12º | Rampla Juniors       | 16  | 15 | 5 | 1 | 9  | 16 | 22 | -6  |
| 13º | Fénix                | 16  | 15 | 4 | 4 | 7  | 15 | 22 | -7  |
| 14º | Rentistas            | 14  | 15 | 4 | 2 | 9  | 10 | 21 | -11 |
| 15º | Cerrito              | 13  | 15 | 3 | 4 | 8  | 10 | 23 | -13 |
| 16º | Bella Vista          | 10  | 15 | 3 | 1 | 11 | 9  | 25 | -16 |

a. ^  O Danubio empatou com o Racing em 1 a 1, mas os 3 pontos foram concedidos ao Danubio, já que o Racing escalou Marcelo Sosa, que deveria cumprir suspensão.
|  | Vencedor do Torneio Apertura e classificado à semifinal. |

### Torneio Clausura
O Torneio Clausura começou em 18 de fevereiro de 2012 e terminou em 3 de junho do mesmo ano.
| Pos | Equipe               | Pts | J  | V  | E | D  | GP | GC | SG  |
| --- | -------------------- | --- | -- | -- | - | -- | -- | -- | --- |
| 1°  | Defensor Sporting    | 38  | 15 | 12 | 2 | 1  | 31 | 11 | +20 |
| 2º  | Nacional             | 35  | 15 | 11 | 2 | 2  | 38 | 20 | +18 |
| 3º  | Liverpool            | 34  | 15 | 11 | 1 | 3  | 31 | 21 | +10 |
| 4º  | Peñarol              | 32  | 15 | 10 | 2 | 3  | 41 | 18 | +23 |
| 5º  | Cerro Largo          | 27  | 15 | 8  | 3 | 4  | 28 | 18 | +10 |
| 6º  | Montevideo Wanderers | 24  | 15 | 7  | 3 | 5  | 26 | 25 | +1  |
| 7º  | River Plate          | 22  | 15 | 6  | 4 | 5  | 28 | 23 | +5  |
| 8º  | Danubio              | 21  | 15 | 5  | 6 | 4  | 18 | 18 | 0   |
| 9º  | Bella Vista          | 20  | 15 | 6  | 2 | 7  | 19 | 21 | -2  |
| 10º | Racing               | 17  | 15 | 5  | 2 | 8  | 21 | 30 | -9  |
| 11º | Rampla Juniors       | 15  | 15 | 4  | 3 | 8  | 18 | 33 | -15 |
| 12º | El Tanque Sisley     | 13  | 15 | 4  | 1 | 10 | 14 | 25 | -11 |
| 13º | Cerro                | 12  | 15 | 3  | 3 | 9  | 18 | 25 | -7  |
| 14º | Cerrito              | 11  | 15 | 2  | 5 | 8  | 14 | 29 | -15 |
| 15º | Fénix                | 9   | 15 | 1  | 6 | 8  | 18 | 25 | -7  |
| 16º | Rentistas            | 5   | 15 | 0  | 5 | 10 | 9  | 30 | -21 |

|  | Vencedor do Torneio Clausura e classificado à semifinal. |

### Tabela anual
A tabela anual resulta na soma dos pontos obtidos nos Torneios Apertura e Clausura.
| Pos | Equipe               | Pts | J  | V  | E  | D  | GP | GC | SG  |
| --- | -------------------- | --- | -- | -- | -- | -- | -- | -- | --- |
| 1°  | Nacional             | 67  | 30 | 20 | 7  | 3  | 68 | 31 | +37 |
| 2º  | Peñarol              | 62  | 30 | 19 | 5  | 6  | 71 | 30 | +41 |
| 3º  | Defensor Sporting    | 62  | 30 | 19 | 5  | 6  | 54 | 27 | +27 |
| 4º  | Cerro Largo          | 54  | 30 | 16 | 6  | 8  | 46 | 34 | +12 |
| 5º  | Liverpool            | 53  | 30 | 17 | 2  | 11 | 48 | 39 | +9  |
| 6º  | Danubio[a]           | 52  | 30 | 13 | 11 | 6  | 37 | 26 | +11 |
| 7º  | River Plate          | 50  | 30 | 14 | 8  | 8  | 50 | 40 | +10 |
| 8º  | Montevideo Wanderers | 41  | 30 | 12 | 5  | 13 | 49 | 50 | -1  |
| 9º  | Cerro                | 36  | 30 | 10 | 6  | 14 | 35 | 37 | -2  |
| 10º | Racing[a]            | 34  | 30 | 9  | 8  | 13 | 41 | 53 | -12 |
| 11º | El Tanque Sisley     | 31  | 30 | 9  | 4  | 17 | 29 | 48 | -19 |
| 12º | Rampla Juniors       | 31  | 30 | 9  | 4  | 17 | 34 | 55 | -21 |
| 13º | Bella Vista          | 30  | 30 | 9  | 3  | 18 | 28 | 46 | -18 |
| 14º | Fénix                | 25  | 30 | 5  | 10 | 15 | 33 | 47 | -14 |
| 15º | Cerrito              | 24  | 30 | 5  | 9  | 16 | 24 | 52 | -28 |
| 16º | Rentistas            | 19  | 30 | 4  | 7  | 19 | 19 | 51 | -32 |

a. ^  No Torneio Apertura, o Danubio empatou com o Racing em 1 a 1, mas os 3 pontos foram concedidos ao Danubio, já que o Racing escalou Marcelo Sosa, que deveria cumprir suspensão.
|  | Vencedor da tabela anual e classificado à final. |

### Tabela de descenso
A tabela de descenso consiste na soma do pontos da tabela anual desta temporada e da temporada passada. As equipes que subiram da Segunda Divisão tem seus pontos multiplicados por 2.
| Pos | Equipe               | 2010–11 | 2011–12 | Pts | J  |
| --- | -------------------- | ------- | ------- | --- | -- |
| 1º  | Nacional             | 63      | 67      | 130 | 60 |
| 2º  | Defensor Sporting    | 58      | 62      | 120 | 60 |
| 3º  | Peñarol              | 52      | 62      | 114 | 60 |
| 4º  | Cerro Largo          | 2ª div. | 54      | 108 | 30 |
| 5º  | Danubio              | 41      | 52      | 93  | 60 |
| 5º  | Liverpool            | 40      | 53      | 93  | 60 |
| 7º  | River Plate          | 35      | 50      | 85  | 60 |
| 8º  | Montevideo Wanderers | 41      | 41      | 82  | 60 |
| 9º  | Cerro                | 42      | 36      | 78  | 60 |
| 10º | Bella Vista          | 44      | 30      | 74  | 60 |
| 11º | El Tanque Sisley     | 41      | 31      | 72  | 60 |
| 11º | Racing               | 38      | 34      | 72  | 60 |
| 13º | Fénix                | 45      | 25      | 70  | 60 |
| 14º | Rampla Juniors       | 31      | 31      | 62  | 60 |
| 15º | Cerrito              | 2ª div. | 24      | 48  | 30 |
| 16º | Rentistas            | 2ª div. | 19      | 38  | 30 |

|  | Rebaixados à Segunda Divisão. |

Promovidos para a próxima temporada: Central Español, Juventud de Las Piedras e Progreso.

## Fase final
|  | Semifinal                               | Semifinal |  |  | Final                               | Final | Final |
|  |                                         |           |  |  |                                     |       |       |
|  |                                         |           |  |  |                                     |       |       |
|  | Nacional (Vencedor do Torneio Apertura) | 1         |  |  |                                     |       |       |
|  | Defensor (Vencedor do Torneio Clausura) | 0         |  |  |                                     |       |       |
|  |                                         |           |  |  |                                     |       |       |
|  |                                         |           |  |  | Nacional (Vencedor da semifinal)    | —     | —     |
|  |                                         |           |  |  | Nacional (Vencedor da tabela anual) | —     | —     |
|  |                                         |           |  |  |                                     |       |       |

### Semifinal
Como na edição anterior do torneio, o Nacional eliminou o Defensor Sporting na semifinal e se consagrou campeão da competição sem a necessidade de uma final, já que os Tricolores terminaram na primeira colocação da tabela anual.
| 16 de junho de 2012 | Nacional   | 1 – 0     | Defensor Sporting | Estádio Centenário, Montevidéu         |
| 15:00 (UTC−3)       | Recoba 41' | Relatório |                   | Público: 55 000 Árbitro: Darío Ubríaco |

| Nacional | Defensor Sporting |

|                  |    |                     |     |     |
|                  |    |                     |     |     |
| G                | 25 | Jorge Bava          |     |     |
| LD               | 4  | Christian Núñez     |     |     |
| Z                | 19 | Andrés Scotti       | 23' |     |
| Z                | 6  | Alexis Rolín        | 50' |     |
| LE               | 14 | Diego Placente      | 39' | 73' |
| V                | 23 | Facundo Píriz       | 71' |     |
| V                | 17 | Maximiliano Calzada |     |     |
| M                | 8  | Matías Cabrera      |     | 61' |
| M                | 20 | Álvaro Recoba       |     |     |
| A                | 10 | Tabaré Viudez       |     | 14' |
| A                | 7  | Richard Porta       |     |     |
| Reservas:        |    |                     |     |     |
| G                | 1  | Leonardo Burián     |     |     |
| D                | 2  | Darwin Torres       |     | 73' |
| MC               | 18 | Israel Damonte      | 75' | 61' |
| MC               | 24 | Marcos Aguirre      |     |     |
| A                | 9  | Alexander Medina    |     |     |
| A                | 11 | Vicente Sánchez     |     | 14' |
| A                | 15 | Gonzalo Bueno       |     |     |
| Treinador:       |    |                     |     |     |
| Marcelo Gallardo |    |                     |     |     |

|              |    |                          |     |     |
|              |    |                          |     |     |
| G            | 1  | Yonatan Irrazábal        |     |     |
| LD           | 21 | Pablo Pintos             | 72' |     |
| Z            | 2  | Ramón Arias              |     |     |
| Z            | 6  | Néstor Moiraghi          |     |     |
| LE           | 22 | Robert Herrera           | 42' | 60' |
| V            | 15 | Diego "Torito" Rodríguez |     |     |
| V            | 5  | Diego Ferreira           |     | 75' |
| M            | 19 | Federico Pintos          |     |     |
| M            | 11 | Nicolás Olivera          | 33' |     |
| A            | 9  | Matías Britos            |     |     |
| A            | 16 | Ignacio Risso            |     | 60' |
| Reservas:    |    |                          |     |     |
| G            | 12 | Fernando Rodríguez       |     |     |
| D            | 4  | Mario Risso              |     |     |
| D            | 20 | Diego "Zurdo" Rodríguez  |     | 60' |
| MC           | 7  | Juan Carlos Amado        |     | 60' |
| MC           | 10 | Brahian Alemán           |     |     |
| MC           | 23 | Andrés Fleurquin         |     |     |
| A            | 8  | Diego Rolán              |     | 75' |
| Treinador:   |    |                          |     |     |
| Gustavo Díaz |    |                          |     |     |

| Homem do jogo: Álvaro Recoba Árbitros assistentes: Gabriel Popovits Gersei Gómez Quarto árbitro: Heber Rodríguez |

## Clubes classificados às competições da CONMEBOL

### Copa Libertadores da América de 2013
| Clube             | Classificado como (fase em que entra)                         |
| ----------------- | ------------------------------------------------------------- |
| Nacional          | Campeão uruguaio (fase de grupos da Libertadores).            |
| Peñarol           | 2º colocado da tabela anual (fase de grupos da Libertadores). |
| Defensor Sporting | 3º colocado da tabela anual (primeira fase da Libertadores).  |

### Copa Sul-Americana de 2012
| Clube       | Classificado como (fase em que entra)                         |
| ----------- | ------------------------------------------------------------- |
| Nacional    | Campeão uruguaio (primeira fase da Sul-Americana).            |
| Cerro Largo | 4º colocado da tabela anual (primeira fase da Sul-Americana). |
| Liverpool   | 5º colocado da tabela anual (primeira fase da Sul-Americana). |
| Danubio     | 6º colocado da tabela anual (primeira fase da Sul-Americana). |

## Artilheiros

### Torneio Apertura[6]
| Jogador           | Equipe         | Gols |
| ----------------- | -------------- | ---- |
| Marcelo Zalayeta  | Peñarol        | 8    |
| Emiliano Alfaro   | Liverpool      | 7    |
| Pablo Olivera     | River Plate    | 6    |
| João Pedro        | Peñarol        | 6    |
| Gonzalo Mastriani | Cerro          | 6    |
| Richard Núñez     | Rampla Juniors | 6    |
| Alexander Medina  | Nacional       | 6    |

### Torneio Clausura[7]
| Jogador           | Equipe            | Gols |
| ----------------- | ----------------- | ---- |
| Richard Porta     | Nacional          | 14   |
| Diego Vera        | Liverpool         | 13   |
| Rino Lucas        | Cerro Largo       | 12   |
| Sebastián Taborda | River Plate       | 11   |
| Nicolás Olivera   | Defensor Sporting | 10   |
| Diego Martiñones  | Danubio           | 10   |
| Rodrigo Mora      | Peñarol           | 10   |
| Marcelo Zalayeta  | Peñarol           | 8    |
| Rodrigo Pastorini | Racing            | 8    |
| Mauro Guevgeozián | Fénix             | 7    |

### Total
| Jogador           | Equipe               | Gols |
| ----------------- | -------------------- | ---- |
| Richard Porta     | Nacional             | 17   |
| Marcelo Zalayeta  | Peñarol              | 16   |
| Rino Lucas        | Cerro Largo          | 15   |
| Diego Vera        | Liverpool            | 13   |
| Gonzalo Mastriani | Cerro                | 12   |
| Pablo Olivera     | River Plate          | 12   |
| Sebastián Taborda | River Plate          | 12   |
| Nicolás Olivera   | Defensor Sporting    | 11   |
| Diego Martiñones  | Danubio              | 10   |
| Rodrigo Mora      | Peñarol              | 10   |
| Richard Núñez     | Rampla Juniors       | 10   |
| Antonio Pacheco   | Montevideo Wanderers | 10   |

## Hat-tricks
No futebol, um hat-trick ocorre quando um jogador faz 3 gols na mesma partida.
| Jogador           | Clube    | Adversário     | Placar | Data                  |
| ----------------- | -------- | -------------- | ------ | --------------------- |
| Diego Perrone     | Danubio  | Bella Vista    | 4–1    | 4 de dezembro de 2011 |
| Diego Martiñones  | Danubio  | Peñarol        | 3–2    | 1 de abril de 2012    |
| Richard Porta     | Nacional | Bella Vista    | 3–1    | 8 de abril de 2012    |
| Richard Porta     | Nacional | Cerrito        | 6–1    | 15 de abril de 2012   |
| Rodrigo Pastorini | Racing   | Rentistas      | 3–1    | 29 de abril de 2012   |
| Rodrigo Mora[b]   | Peñarol  | Rampla Juniors | 7–1    | 27 de maio de 2012    |

b. ^  Na partida contra o Rampla Juniors, Rodrigo Mora marcou 4 gols.

## Premiação
| Campeonato Uruguaio de 2011–12 |
| ------------------------------ |
| Nacional Campeão (44º título)  |